# 歡看樓怪談
歡看樓怪談，是台灣日治時代以艋舺（現台北市萬華區）的妓樓「歡看樓」為舞台的怪談，數日間在『台灣日日新報』連載，「心中雪解車」的後日談。

## 概要
歡看樓有一名為小車的娼妓，某日在庭院看見一條小蛇。小車用手水鉢的水潑小蛇，小蛇因而揚起頭瞪視小車。害怕的小車逃回屋內求助，帳房、廚房的男性員工群集，將小蛇的頭打碎後，棄置垃圾場。但是，當晚，小車看到白天頭被打碎的小蛇，垂吊在房間天花板的隙縫，她嚇得奪門而出，將事情告訴廚房的員工，員工們趕來她的房間查看，甚至也搜查了天花板的內側，卻不見小蛇蹤影。眾人認為小車看錯，但小車堅稱確有其事。因此眾人前往垃圾場確認，卻已不見蛇的死骸。結果眾人皆以半開玩笑的口吻說「蛇再度蘇生，應該是要來向小車表達怨恨」嚇唬她。當晚，小車夢見很多條一尺左右的小蛇，纏繞她的脖子、手足，她想呼救也無法出聲，她痛苦的冷汗直流，最後驚醒，但是，依然不舒服的小車待在房間，思考著到底發生什麼事。
第二天，小車為了轉換心情而到城內購物。不久，她才從城內回來，就因為惡寒、顫慄，突然不省人事，雖然隨即恢復清醒，但是，此時的小車的氣色和平常完全不同，突然起身坐在棉被上，說道「我不是真正的小車，而是一月和梅原末次郎一起在列車內情死的鳴戶。一時為情所迫而死，但仍然留戀世間，十七日之間，免於冥府的苦患，託生小車，來到人世。真讓人懷念的人世啊」然後環顧四方。因為連容貌、聲音都像似鳴戶，所以其他娼妓也都害怕的不敢照顧她。
就這樣經過了數日，某日她突然起身，踏上納涼台，又忽然伏倒，一時之間不省人事，然後又隨即起身，好像才剛夢醒的樣子，完全不記得數日間的事情。

## 腳注
1. ↑  明治33年1月13日的台灣日日新報「心中雪解車」報導中為梅田末太郎。

## 關連項目
- 萬華遊廓